# Amanda Simpson

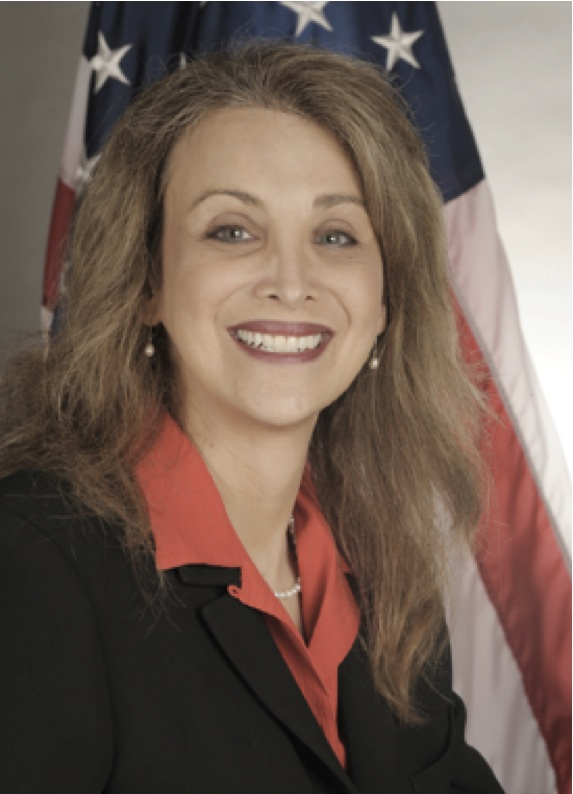
Amanda Simpson

Amanda Simpson (* 26. März 1961 als Mitchell Simpson in Chicago, Illinois) ist die erste Transperson, die einen hohen Rang in der amerikanischen Verwaltung innehat. 
Sie wurde im Januar 2010 durch die Obama-Regierung zum Senior Technical Adviser im Handelsministerium der Vereinigten Staaten ernannt und damit beauftragt, Produkte daraufhin zu überprüfen, dass sie nicht zu militärischen Zwecken zweckentfremdet werden können. Konservative Kreise der Bevölkerung und der Politik protestierten gegen ihre Ernennung. 
Amanda Simpson entstammt einer jüdischen Familie aus Kalifornien. Sie erlebte sich schon in der Jugend als im falschen Geschlecht lebend. Dennoch wählte sie einen typisch männlichen Berufsweg und zeugte auch einen Sohn. 1983 erwarb sie ihren Bachelor of Science in Physik vom Harvey Mudd College, 1988 ihren Master of Science in Engineering von der California State University, Northridge. 2000 änderte sie ihren Vornamen von Mitchell zu Amanda. 2001 erwarb sie den MBA von der University of Arizona. 2004 kandidierte sie erfolglos als Kandidatin der Demokraten für den 26. Distrikt im Repräsentantenhaus von Arizona. Simpson war Testpilot bei Hughes Aircraft und Leiterin eines Unternehmens für Raketenproduktion. Sie setzt sich zudem im Vorstand des National Center for Transgender Equality für die Rechte von Transmenschen ein.